# Aurillac
Aurillac város Franciaország középső részén, Auvergne-Rhône-Alpes régióban, Cantal megye székhelye. A város Auvergne legnagyobb kiterjedésű vulkanikus tömbje, a Cantal-hegység déli bejáratánál terül el.

## Története
Egy IX. században alapított apátság körül alakult ki a Jordanne folyó mellett. Ebből az apátságból indult Gerbert, a későbbi II. Szilveszter pápa pályafutása, korán kitűnt társai közül elhivatottságával és tudásával, s hamarosan III. Ottó német-római császár nevelője lett. Ő alkalmazta először Európában az arab számokat. A császári udvarból egyenes út vezetett a különböző magas egyházi tisztségekhez s végül 999-ben ő lett az első francia pápa. Ő küldte I. István magyar királynak az apostoli koronát, ezzel vált Szent István apostoli királlyá.

## Demográfia
| Év   | Lakosság |
| ---- | -------- |
| 1793 | 10 470   |
| 1800 | 10 357   |
| 1806 | 10 523   |
| 1821 | 9 190    |
| 1831 | 9 766    |
| 1841 | 9 753    |
| 1846 | 9 609    |
| 1851 | 10 917   |
| 1856 | 9 846    |

| Év   | Lakosság |
| ---- | -------- |
| 1861 | 9 831    |
| 1866 | 10 998   |
| 1872 | 11 098   |
| 1876 | 11 211   |
| 1881 | 13 727   |
| 1886 | 14 613   |
| 1891 | 15 824   |
| 1896 | 16 886   |

| Év   | Lakosság |
| ---- | -------- |
| 1901 | 17 459   |
| 1906 | 17 772   |
| 1911 | 18 036   |
| 1921 | 16 389   |
| 1926 | 17 153   |
| 1931 | 17 643   |
| 1936 | 19 041   |
| 1946 | 22 174   |

| Év   | Lakosság |
| ---- | -------- |
| 1954 | 22 224   |
| 1962 | 24 563   |
| 1968 | 28 226   |
| 1975 | 30 863   |
| 1982 | 30 963   |
| 1990 | 30 773   |
| 1999 | 30 551   |
| 2007 | 28 943   |

## Látnivalók

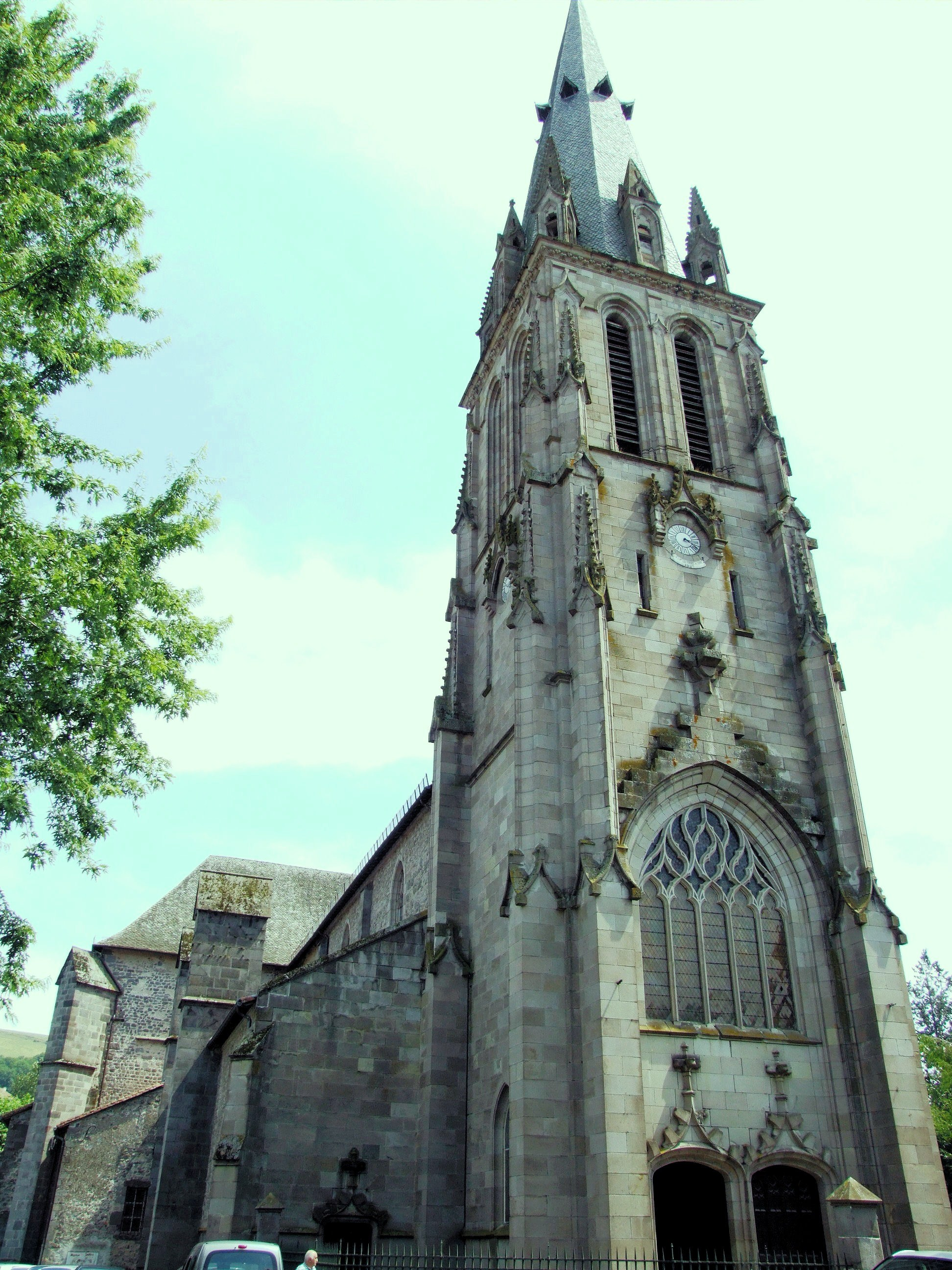
Église St-Géraud

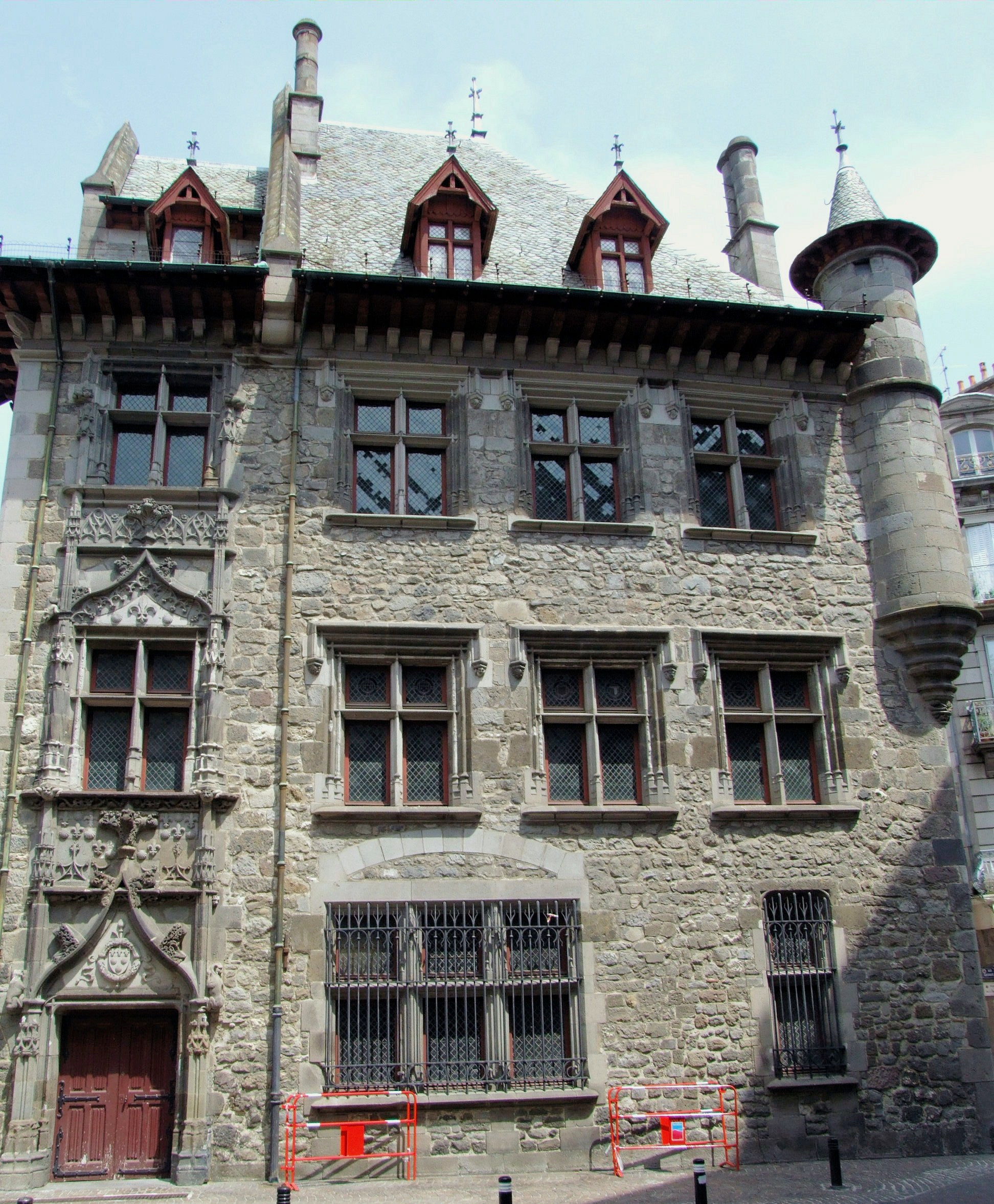
Maison Consulaire

- Szilveszter pápa emlékműve - David d'Angers alkotása a Jordanne jobb partján, a Pont-Rouge mellett áll, innen lehet áttekinteni az óvárost, a vízparti régi házak vonzó sorát, a szinte mediterrán tájat.
- Église St-Géraud - az eredetileg a X. század végén épült templomot annyiszor alakították át a különböző rombolások, tűzvészek után, hogy aligha lehet megtalálni az eredeti részeket. Csupán a múlt század hatvanas éveiben végzett feltárás és újjáépítés hozta napvilágra a XI. századi épület egyes részeit.
- Maison Consulaire - a reneszánsz épület valaha a város élén álló elöljárók, a konzulok lakása, illetve hivatala volt, ma várostörténeti múzeum.
- Chateau St-Étienne - az egykori várból ma csak a XIII. századi donjon áll, a többi épület 19. századi. Itt található a természettudományi múzeum, valamint a Maison des Volcans, a környék tűzhányóinak a kutatóintézete.
- Musée d'Art et d'Archéologie - az egykori kolostorépületben ma kulturális központ van, ennek része egy érdekes kis képzőművészeti múzeum, az anyagban látható többek között Camille Claudel portréja mesteréről, Rodinről.

## Testvérvárosok
- Egyesült Királyság - Bassetlaw
- Moldova - Vorona
- Spanyolország - Altea
- Németország - Bocholt
- Mali - Bougouni